# 圣维欧
圣维欧（法語：Saint-Viaud，法語發音：[sɛ̃ vjo] ⓘ）是法国大西洋卢瓦尔省的一个市镇，位于该省西部，属于圣纳泽尔区。

## 地理
圣维欧（47°15'21"N, 2°1'10"W）面积32.63 平方千米，位于法国卢瓦尔河地区大区大西洋卢瓦尔省，该省份为法国西北部沿海省份，位于布列塔尼半岛东南部，北起伊勒-维莱讷省，西北接莫尔比昂省，西临大西洋，南至旺代省，东临曼恩-卢瓦尔省。
与圣维欧接壤的市镇（或旧市镇、城区）包括：雷地区绍姆、弗罗赛、潘伯夫、雷地区圣佩尔。
圣维欧的时区为UTC+01:00、UTC+02:00（夏令时）。

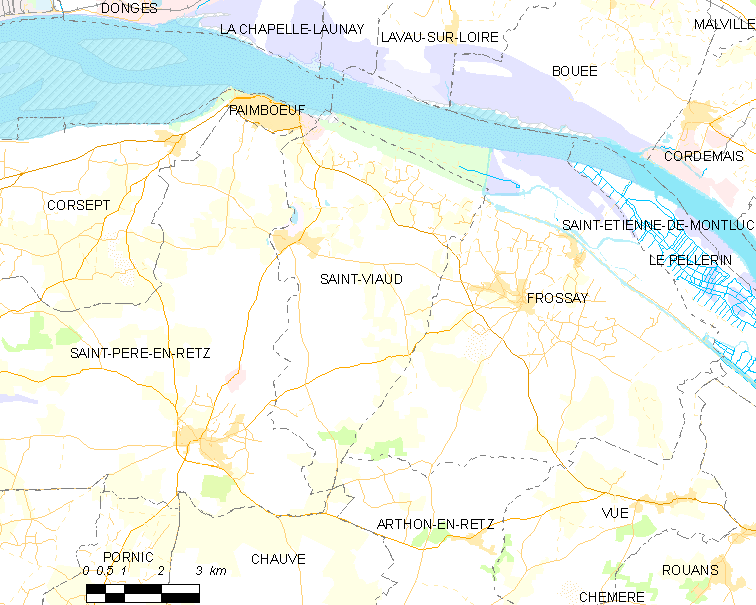
圣维欧的OSM定位图

## 行政
圣维欧的邮政编码为44320，INSEE市镇编码为44192。

## 政治
圣维欧所属的省级选区为圣布雷万莱潘县。

## 交通
大西洋卢瓦尔省省道D86线和D98线在镇中心交汇，另有省道D78线和D723线过境。

## 人口

1962-2008年间圣维欧人口变化图示

圣维欧于2022年1月1日时的人口数量为2846人。